# اتل (کانزاس)
اتل (به انگلیسی: Athol) شهری در ایالت کانزاس کشور ایالات متحده آمریکا است که جمعیت آن در سرشماری سال ۲۰۱۰ میلادی، ۴۴ نفر بوده‌است.